# サウスイースタン (ニューサウスウェールズ州)
サウスイースタン地域（サウスイースタンちいき、英: South East Region）または、南東部地域（なんとうぶちいき）は、オーストラリア連邦・ニューサウスウェールズ州・南東部の地域である。

## 概要
南東部地域に囲まれる形で、オーストラリア連邦の首都であるキャンベラがあるオーストラリア首都特別地域が位置する。

## 地理

ニューサウスウェールズ州の地方自治体

### 地域

#### 地方行政区分
サウスイースタンは以下の自治体と主なサバーブで構成されている。
- ベガバレー・シャイア
- ヨーロボダラ・シャイア
- ヒルトップス・カウンシル
- クイーンビアン＝パレラング・カウンシル
  - シティ・オブ・クイーンビアンとパレラング・カウンシルが合併
- スノーウィー・モナロ・カウンシル
- アッパーランクラン・シャイア
- ヤスバレー・カウンシル

| 地方自治体                             | 自治体設立日                                            | 面積   | 面積  | 面積 | 人口   | 人口 | 地図 |
| 地方自治体                             | 自治体設立日                                            | km2    | mi2   | 順位 | (2018) | 順位 | 地図 |
| -------------------------------------- | ------------------------------------------------------- | ------ | ----- | ---- | ------ | ---- | ---- |
| ベガバレー・シャイア                   | 1981年                                                  | 6,279  | 2,424 | 4    | 34,348 | 3    |      |
| ヨーロボダラ・シャイア                 | 1913年                                                  | 3,428  | 1,324 | 7    | 38,288 | 2    |      |
| ゴールバーン・マルワリー・カウンシル   | 2004年                                                  | 3,220  | 1,240 | 8    | 30,852 | 4    |      |
| ヒルトップス・カウンシル               | 2016年5月12日                                           | 7,141  | 2,757 | 2    | 18,782 | 6    |      |
| クイーンビアン＝パレラング・カウンシル | 2016年5月12日                                           | 5,319  | 2,054 | 5    | 59,959 | 1    |      |
| スノーウィー・モナロ・カウンシル       | 2016年5月12日                                           | 15,164 | 5,855 | 1    | 20,733 | 5    |      |
| アッパーランクラン・シャイア           | 2004年3月17日                                           | 7,127  | 2,752 | 3    | 7,961  | 8    |      |
| ヤスバレー・カウンシル                 | 1980年1月1日 (シャイア) 2004年2月11日(ミュニシパリティ) | 3,995  | 1,542 | 6    | 16,953 | 7    |      |